# Узунджовска река
Узунджовска река е река в Южна България – Област Хасково, община Хасково, ляв приток на Харманлийска река, от басейна на Марица. Дължината ѝ е 21 km.
Узунджовска река извира под името Хандере на 179 m н.в. в непосредствена близост до шосето Хасково – Димитровград. Тече в посока изток-югоизток в широка алувиална долина, с малък надлъжен наклон, между Хасковския (на юг) и Узунджовския рид (на север) в Хасковската хълмиста област. Преди устието си образува къс и красив пролом. Влива се отляво в Харманлийска река, на 137 m н.в., на 2,4 km североизточно от село Брягово, община Хасково.
Площта на водосборния басейн на реката е 81 km2, което представлява 8,47% от водосборния басейн на Харманлийска река. Основен приток: Арадере (ляв).
Реката е с дъждовно подхранване, като максимумът е в периода февруари-март, а минимумът – август.
По течението на реката е разположено само село Узунджово.
Водите на реката се използват за напояване в Хасковската хълмиста област.

## Топографска карта
- Лист от карта K-35-76. Мащаб: 1 : 100 000.